# Le Code Jefferson
Le Code Jefferson (The Jefferson Key) est un roman policier américain de Steve Berry publié en 2011.
Il a été traduit en français par Danièle Mazingarbe en 2012.

## Résumé
Cotton Malone, à la demande de Stéphanie Nelle, enquête sur les assassinats des présidents américains Lincoln, Garfield, McKinley et Kennedy. Il découvre à cette occasion l'existence d'une société secrète fondée à la révolution américaine. 
Stéphanie Nelle ayant été enlevée, Cotton Malone doit déchiffrer le code Jefferson pour trouver deux pages manquantes dans les actes officiels, relatives à une séance du Sénat américain en 1793.

## Personnages
- Cotton Malone : a travaillé pour le ministère de la Justice américain avant de prendre sa retraite et de devenir propriétaire d'une librairie à Copenhague. Est séparé de sa femme et a un fils, Gary.

- Cassiopée Vitt : mi-marocaine. À la tête d'une multinationale. Habile tireuse. Petite amie de Cotton Malone.

- Robert Edwards Daniels : président des États-Unis.

- Pauline Daniels : première dame des États-Unis.

- Stéphanie Nelle : fonctionnaire travaillant pour le ministère de la Justice américain. Ancienne patronne de Cotton Malone.

- Edwin Davis : secrétaire général de la Maison Blanche.

- Andrea Carbonell : directrice de la NIA.

- Jonathan Wyatt : ancien agent. Ennemi de Cotton Malone.

- Shirley Kaiser : amie de Pauline Daniels. Maîtresse de Quentin Hale.

- Quentin Hale : capitaine du Commonwealth.

- Edward Bolton : capitaine du Commonwealth.

- Charles Cogburn : capitaine du Commonwealth.

- John Surcouf : capitaine du Commonwealth.

- Clifford Knox : quartier-maître du Commonwealth.

- Scott Parott : agent de la NIA.